# 이오타화
이오타화(그리스어: ιωτακισμός 이오타키스모스[*])는 현대 그리스어에서 모두 Ι ([i])로 들리게 발음으로 수렴된 고대 그리스어의 여러 모음과 이중모음을 처리하는 과정이다. 구체적으로 낱말 Η의 경우, 그 과정은 낱말 이름의 발음인 [ˈita]에서 이타화라 한다.

## 관련된 모음과 이중모음
고대 그리스어는 현대 그리스어보다 광범위한 모음 (고대 그리스어 음운론 참조)을 가지고 있었다. Η(η)는 전설 비원순 중저모음 /ɛː/이었고, Υ(υ)은 전설 원순 고모음 /y/이었다. 시간이 지남에 따라, 두 모음은 전설 비원순 고모음 Ι(ι) [i]처럼 발음되었다. 또한, 특정 이중모음은 동일한 발음으로 합쳐졌다. 특히 Ε-Ι (ει)는 초기 고전 그리스어엔 /eː/, 나중에 (ι)로 올랐고, 후에 Ο-Ι (οι)와 Υ-Ι (υι)는 Υ (υ)과 합쳐졌다. Η와 Υ이 이오타화의 영향을 받은 결과, 각각의 이중모음도 마찬가지였다.
현대 그리스어에서 ι, ει, η, υ, υι (희귀), οι는 모두 [i]로 발음된다.

## 원문 비평 문제
이오타화는 원래 구별되는 발음으로 일부 단어가 유사하게 발음되기도 하고 때로는 신약의 사본 읽기 사이의 차이점을 유발하기도 한다. 예를 들어, ὑμεῖς, ὑμῶν hymeis, hymōn "너, 너의" (각각 주격, 속격의 2인칭 복수형)의 Υ와 ἡμεῖς, ἡμῶν hēmeis, hēmōn "우리, 우리의" (각각 주격, 속격의 1인칭 복수형)의 Η는 강사가 사자실에서 문안가에게 독서를 할 때 쉽게 혼란스러울 수 있다. (사실, 현대 그리스어는 새로운 2인칭 복수형인 εσείς를 개발해야만 했으며, 1인칭 복수형의 Η는 Ε에 접해 있었고, εμείς는 낡은 2인칭 복수형처럼 들리지 않게 하려는 뚜렷한 시도의 결과였다) 상대적으로 작은 변이 판독의 예로, 4세기 코덱스 시나이티쿠스 같은 일부 고대 사본은 Υ-Ι 자모법을 보통의 Ι로 대체하고 때로는 그 반대로 하거나, 단어의 철자를 들리는 그대로 표기했다.
한 원문 비평가는 이타화라는 단어로 현상을 언급하는데, 이 때 모음을 포함하는 철자의 모순에 대해 느슨하게 확장하기도 하였다.

## 같이 보기
- 그리스어
- 그리스 문자
- 고대 그리스어 음운론
- 코이네 그리스어 음운론
- 중세 그리스어
- 현대 그리스어 음운론
- 모음 변화
- 소문자 541과 소문자 543 - 특이한 수의 이타화적 오류가 있는 사본